# Lejaika
Lejaika (en rus: Лежайка) és un poble de l'óblast de Tambov, a Rússia, segons el cens del 2010 tenia 116 habitants.